# Tarnmittel
Als Tarnmittel werden nachrichtendienstliche Mittel bezeichnet, die zur Legendierung verdeckter Aktivitäten von Sicherheitsbehörden benutzt werden. Insbesondere sind dies Tarnpapiere (auf einen Tarnnamen ausgestellter Reisepass, Personalausweis, Führerschein usw., Benutzung von Nummern statt Namen wie „007“) und Tarnkennzeichen (für Kraftfahrzeuge).

## Tarnkennzeichen
Ein Tarnkennzeichen ist ein Kraftfahrzeugkennzeichen an einem Fahrzeug, das nicht dem tatsächlich zugeteilten Kraftfahrzeugkennzeichen entspricht. Tarnkennzeichen werden verwendet, um den tatsächlichen Fahrzeughalter des Kraftfahrzeuges zu verschleiern. Die Nutzung von Tarnkennzeichen muss durch den Fahrzeugführer protokolliert werden, um etwaige Anfragen zum Beispiel bei Verkehrsverstößen beantworten zu können. Der Halter von Fahrzeugen mit Tarnkennzeichen kann durch die Polizei und andere Behörden nur durch schriftliche Anfrage beim Kraftfahrt-Bundesamt in begründeten Fällen abgefragt werden. Die Nutzung von Tarnkennzeichen führt nicht automatisch zur Geltendmachung von Sonderrechten.